# Willi Lemke

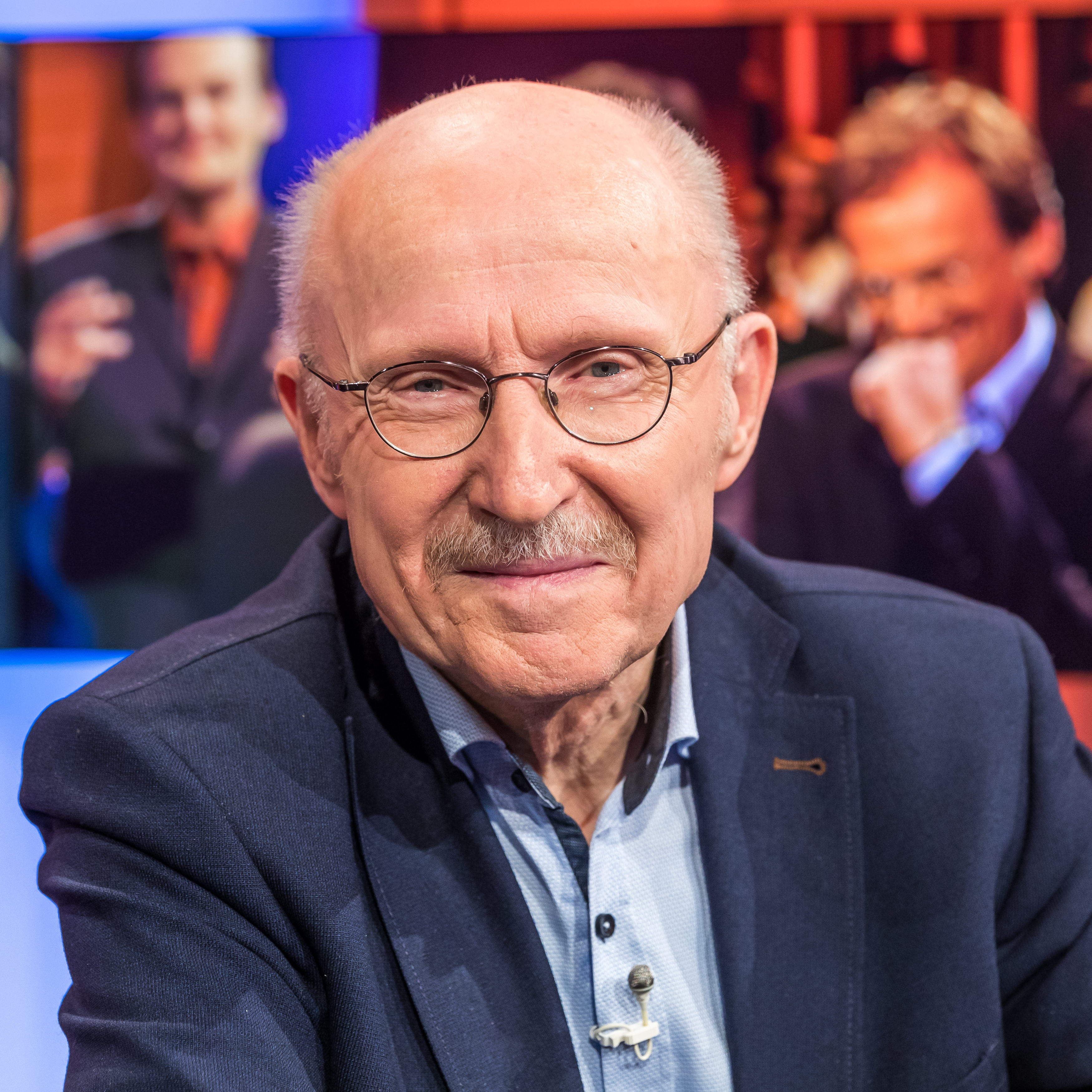
Willi Lemke (2022)

Wilfried „Willi“ Lemke (* 19. August 1946 in Pönitz/Ostholstein; † 12. August 2024 in Bremen) war ein deutscher Politiker (SPD) und Sportfunktionär. Von 1981 bis 1999 war er Manager des Fußball-Bundesligisten SV Werder Bremen, als dessen Aufsichtsratsvorsitzender er später auch tätig war. Von 1999 bis 2007 war Lemke Senator für Bildung und Wissenschaft und von 2007 bis 2008 Senator für Inneres und Sport der Freien Hansestadt Bremen, danach fungierte er von 2008 bis 2016 als Sonderberater des UN-Generalsekretärs für Sport im Dienste von Entwicklung und Frieden.

## Biografie

### Familie, Ausbildung und Beruf
Lemkes Eltern stammten aus Stettin. 1945 flüchtete die Mutter mit zwei Söhnen nach Neubrandenburg und dann weiter nach Pönitz. Aufgewachsen ist er in Hamburg. 1965 wurde er mit der 4-mal-100-Meter-Staffel des Gymnasiums Oberalster deutscher Schülermeister. Nach dem Abitur begann Wilfried Lemke ein Lehramtsstudium der Erziehungs- und Sportwissenschaft an der Universität Hamburg, welches er mit dem ersten Staatsexamen beendete. Anschließend war er von 1971 bis 1974 als wissenschaftlicher Mitarbeiter an der Universität Bremen tätig. Mit dem Umzug nach Bremen trat er in die SPD ein und engagierte sich beim AStA und den Jusos. Mitarbeiter des sowjetischen KGB sprachen ihn an und wollten ihn als Agenten verpflichten, der Interna aus der SPD liefern sollte. Nach späteren Einschätzungen nahm der KGB hingegen an, Lemke würde Karriere in der Partei machen und solle durch die Zusammenarbeit erpressbar gemacht werden. Lemke offenbarte den Kontakt dem Landesamt für Verfassungsschutz in Hamburg und traf sich in Absprache mit der Behörde zwölfmal zwischen 1971 und 1974 mit einem KGB-Mann. Er lieferte Kurzbiographien und Kontaktdaten von Politikern. Die Tätigkeit als Doppelagent wurde erst 1994 bekannt, als der ehemalige Präsident des Verfassungsschutzes in Hamburg, Hans Josef Horchem, den Vorgang ohne vorherige Absprache in einem Buch erwähnte. Horchem nannte dabei zwar nicht Lemkes Namen, aber Radio Bremen fand heraus, um wen es dabei ging.
1974 übernahm er die Geschäftsführung des SPD-Landesverbandes Bremen, bis er 1981 als Manager zum Fußballverein Werder Bremen wechselte. 
Lemke war zwei Mal verheiratet und hatte vier Kinder. Eine Ehefrau war Senatorin Eva-Maria Lemke (SPD). Seine Nichte, die Grünen-Politikerin Eveline Lemke, war stellvertretende Ministerpräsidentin in Rheinland-Pfalz. Sein Bruder Dietrich Lemke ist Lehrer, war Vorsitzender der GEW in Hamburg und ist in der Arbeitsgemeinschaft SPD 60 plus aktiv.
Oft setzte er sich für Schwächere ein. Seit seinem 50. Geburtstag 1996 spendierte er viele Jahre lang in einem Bremer Armentreff ein Drei-Gänge-Geburtstagsmenü für Bedürftige. 2006 bat eine Mutter den damaligen Bildungssenator um Hilfe, weil ihr zwölfjähriger Sohn von seinem getrennt lebenden algerischen Vater in dessen Heimat entführt worden war. Nach vergeblichen Versuchen, auf offiziellen Wegen eine Lösung zu finden, flog Lemke selber als Privatmann nach Nordafrika und überzeugte den Algerier „von Vater zu Vater“ davon, gemeinsam mit dem Sohn nach Bremen zurückzukehren.
Lemke starb am 12. August 2024 im Alter von 77 Jahren infolge einer Hirnblutung. Im Bremer Dom fand am 23. August die Trauerfeier statt, bei der Ex-Vizekanzler Sigmar Gabriel (SPD) und Werder-Präsident Hubertus Hess-Grunewald Hauptredner waren.

### Werder Bremen
In seiner Zeit bei Werder Bremen prägte er gemeinsam mit Otto Rehhagel maßgeblich die „goldenen“ 1980er und 1990er Jahre (genauer von 1981 bis 1995) des Vereins, in denen Werder einmal den Europapokal der Pokalsieger gewinnen konnte, zweimal Deutscher Meister und dreimal DFB-Pokalsieger wurde.
Am 18. März 1989 kam es durch Lemke zu einem Novum in der Bundesliga-Geschichte, als er das Heimspiel des SV Werder Bremen gegen den damaligen Tabellenvorletzten SV Waldhof Mannheim an Citroën als Sponsor verkaufte. Der Sponsor erwarb für 120.000 DM rund 30.000 Tageskarten und erhielt die exklusiven Werberechte an diesem Spieltag. Waren in den drei Spielzeiten zuvor jeweils weniger als 20.000 Zuschauer zu der Begegnung gegen Waldhof Mannheim erschienen, führte der reduzierte Eintrittspreis für Werder Bremen zu verdoppelten Einnahmen sowie einem ausverkauften Weserstadion mit 37.204 Zuschauern und bescherte dem Sponsor einen Bericht in den Tagesthemen.
Ab der Ausgliederung profitorientierter und leistungssportlicher Abteilungen des Gesamtvereins zur Werder Bremen GmbH & Co KGaA im Mai 2003 gehörte Marathonläufer Lemke deren Aufsichtsrat an und war ab 2005 auch Vorsitzender dieses Gremiums. Im November 2012 wurde er in seinem Amt als Aufsichtsratsvorsitzender für weitere vier Jahre bestätigt. 2014 trat er als Vorsitzender zurück, blieb aber noch bis Jahresende 2016 Mitglied des Aufsichtsrates.

### Partei
Nach der Ankündigung von Henning Scherf, im September 2005 als Regierungschef des Bundeslandes Bremen zurückzutreten, kandidierte Lemke in einer SPD-Mitgliederbefragung neben Jens Böhrnsen für Scherfs Nachfolge. Böhrnsen erhielt 1924 Stimmen, Lemke scheiterte mit 721 Stimmen.

### Öffentliche Ämter
Nach der Bürgerschaftswahl 1999 wurde Lemke am 7. Juli desselben Jahres als Senator für Bildung und Wissenschaft in den von Scherf geleiteten Senat der Freien Hansestadt Bremen gewählt. In der Zeit geriet er 2003 durch seine geforderten Anstandsregeln in die Schlagzeilen. Vom 12. Oktober bis zum 2. November 2006 war er zudem kommissarisch Senator für Arbeit, Frauen, Gesundheit, Jugend und Soziales, nachdem die Amtsinhaberin Karin Röpke im Zuge des Falls Kevin zurückgetreten war.
Nach der Wahl 2007 übernahm Lemke in der neuen rot-grünen Koalition am 29. Juni 2007 das Amt des Senators für Inneres und Sport.
Ende 2007 wurde Lemke von der Bundesregierung für das Amt des UN-Sonderberaters für Sport im Dienste von Entwicklung und Frieden vorgeschlagen. Nachdem der Haushaltsausschuss des Deutschen Bundestages zugesichert hatte, die Finanzierung dieses Amtes in Höhe von jährlich 450.000 Euro zu übernehmen, wurde Lemke am 18. März 2008 von UN-Generalsekretär Ban Ki-moon als Nachfolger von Adolf Ogi berufen. Lemke trat deshalb am 6. April 2008 als Innensenator zurück. 
Während seiner Amtszeit als UN-Sonderberater bis Ende 2016 bereiste er auch mehrere Elendsviertel und Flüchtlingslager. Diese Erfahrungen änderten seine Weltsicht: Nicht mehr Fußball war seitdem das Wichtigste in seinem Leben, sondern der Weltfrieden.
Ab September 2010 war Lemke Honorarprofessor an der Western Cape Universität (UWC) in Südafrika.
Lemke war Kuratoriumsmitglied der Egidius-Braun-Stiftung.

## Auszeichnungen
- Der Deutsche Fußball-Bund zeichnete Lemke 2016 für sein Engagement mit dem DFB- und Mercedes Benz Integrationspreis aus.[24]
- Für sein Engagement im Behindertensport wurde Lemke vom Deutschen Behindertensportverband mit dem Ehrenpreis 2014 ausgezeichnet.[25]
- Für seinen Einsatz als UN-Sportbotschafter wurde er mit dem Berliner-Friedensuhr-Preis 2011 ausgezeichnet.
- Die Bundesvereinigung Lebenshilfe würdigte sein Engagement zugunsten behinderter Sportler mit dem Bobby Medienpreis 2010.